# Rudolf Minger
Rudolf Minger (13 de Novembro de 1881 - 23 de Agosto de 1955) foi um político da Suíça.
Foi eleito para o Conselho Federal suíço em 12 de Dezembro de 1929 e terminou o mandato a 31 de Dezembro de 1940.
Rudolf Minger foi Presidente da Confederação suíça em 1935.